# Estelle Winwood

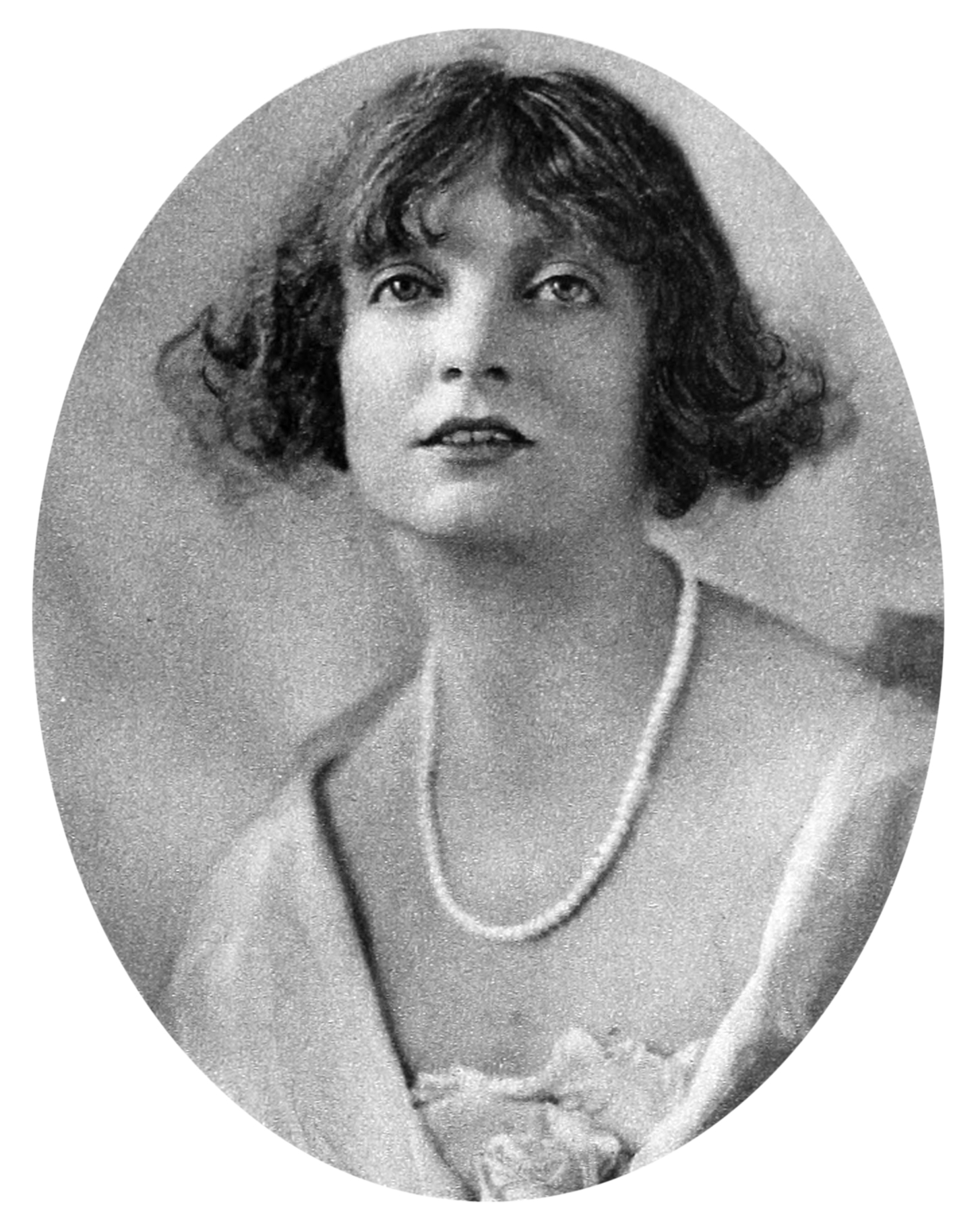
Estelle Winwood (1920)

Estelle Winwood (* 24. Januar 1883 in Lee, England, als Estelle Goodwin; † 20. Juni 1984 in Woodland Hills, Kalifornien) war eine britische Schauspielerin.

## Leben und Karriere
Estelle Winwood nahm ersten Schauspielunterricht während ihrer Jugend in England. Ihr Debüt gab sie im Alter von 20 Jahren in Johannesburg. Nachdem sie lange am Londoner West End gearbeitet hatte, gelangte Winwood 1916 in die Vereinigten Staaten und begann ihre Karriere am Broadway. Ihr erster großer Erfolg war eine Rolle in dem Stück Why Marry?, das 1917 Premiere hatte und ein Jahr später mit dem Pulitzer-Preis ausgezeichnet wurde. Es folgten weitere Rollen in Stücken wie Moliere, The Red Poppy, Die lustigen Weiber von Windsor und Lady Windermeres Fächer. 1939 übernahm sie bei einer Produktion von The Importance of Being Earnest auch die Regie. Angebote für Filmauftritte lehnte Estelle Winwood, die sich in erster Linie als Theaterschauspielerin sah, lange ab.
Erst 1937 spielte die damals 54-jährige Winwood ihre erste bedeutende Filmrolle an der Seite von Katharine Hepburn in Quality Street. 1946 gab sie ihr Debüt in einem Fernsehfilm mit Blithe Spirit, einer Fantasy-Komödie nach Noël Coward. In den 1950ern trat sie sowohl im Fernsehen als auch im Kino auf. An der Seite von Grace Kelly spielte sie in Der Schwan. Im Fernsehen trat Winwood unter anderem in der Donna Reed Show und in Alfred Hitchcock Presents auf. Weitere Gastauftritte in Fernsehserien folgten, so spielte sie in den 1960er Jahren in der Fernsehserie Batman in fünf Folgen die Tante Hilda. Sie war unter Regie von Mel Brooks auch in der Komödie Frühling für Hitler zu sehen. An der Seite von Bette Davis und Karl Malden spielte sie 1964 in dem Thriller Der schwarze Kreis. Ihre letzte Filmrolle übernahm sie im Alter von 93 Jahren in Eine Leiche zum Dessert. Den letzten Fernsehauftritt hatte sie 1980 in einer Folge der Serie Quincy. Zu diesem Zeitpunkt war sie die älteste aktive Schauspielerin Hollywoods.
Estelle Winwood war insgesamt viermal verheiratet, alle ihre Ehen blieben kinderlos. Einer ihrer Ehemänner war der Schauspieler Arthur Chesney, ein Bruder von Oscarpreisträger Edmund Gwenn. Winwood, die nach eigenen Angaben täglich drei Packungen Zigaretten rauchte, betrachtete ihren 100. Geburtstag nüchtern: „Wer will schon 100 sein?“, fragte sie. Estelle Winwood starb im Alter von 101 Jahren in Woodland Hills. Ihr Grab befindet sich auf dem Westwood Village Memorial Park Cemetery.

## Filmografie (Auswahl)
- 1933: The House of Trent
- 1937: Quality Street
- 1955: Der gläserne Pantoffel (The Glass Slipper)
- 1956: Der Schwan (The Swan)
- 1956: 23 Schritte zum Abgrund (23 Paces to Baker Street)
- 1957: Männer über Vierzig (This Happy Feeling)
- 1959: Munter und lebendig (Alive and Kicking)
- 1959: Das Geheimnis der verwunschenen Höhle (Darby O’Gill and the Little People)
- 1960: Misfits – Nicht gesellschaftsfähig (The Misfits)
- 1962: Das Zauberschwert (The Magic Sword)
- 1962: Noch Zimmer frei (The Notorious Landlady)
- 1964: Der schwarze Kreis (Dead Ringer)
- 1966: Perry Mason (Fernsehserie, 1 Folge)
- 1966: Satanische Spiele (Games)
- 1966: Verliebt in eine Hexe (Bewitched; Fernsehserie, 1 Folge)
- 1966–1967: Batman (Fernsehserie, 5 Folgen)
- 1967: Camelot – Am Hofe König Arthurs (Camelot)
- 1968: Frühling für Hitler (The Producers)
- 1973: Barnaby Jones (Fernsehserie, 1 Folge)
- 1976: Eine Leiche zum Dessert (Murder by Death)
- 1980: Quincy (Quincy, M. E., Fernsehserie, Folge Honor Thy Elders)